# Mape (Opa)
Mape ist eine osttimoresische Aldeia im Suco Opa (Verwaltungsamt Lolotoe, Gemeinde Bobonaro). 2015 lebten in der Aldeia 779 Menschen.

## Geographie
Mape liegt im Südwesten des Sucos Opa. Nordöstlich befindet sich die Aldeia Raimea. Im Westen grenzt Mape an den Suco Deudet und im Süden an die Gemeinde Cova Lima mit ihrem Suco Labarai (Verwaltungsamt Suai). Der Fluss Foura durchquert das Zentrum von Mape.
Nördlich des Foura liegen die Dörfer Mape und Tepa, südlich die Berge Baharba (610 m), Foho Gelapor (619 m) und Salili (575 m).
Im Ort Mape befindet sich eine Grundschule und ein Friedhof.